# John Parrott
John Stephen Parrott MBE (Liverpool, 11 de maio de 1964) é um ex-jogador inglês de snooker profissional e comentarista esportivo da televisão britânica. Foi rosto carimbado no circuito profissional de snooker durante o final da década de 1980 e por toda a década de 1990, onde permaneceu entre os 16 melhores do ranking mundial por quatorze temporadas consecutivas. Venceu nove títulos do ranking mundial, destacando-se o Campeonato Mundial de 1991 e o Campeonato do Reino Unido de 1991.

## Finais na carreira

### Finais que contam para o ranking: 18 (9 títulos, 9 vices)
| Legenda                         |
| Campeonato Mundial (1–1)        |
| Campeonato do Reino Unido (1–1) |
| Outros (7–7)                    |

| Resultado    | Ano  | Competição                | Adversário na final | Placar | Ref.  |
| Vice-campeão | 1988 | The Classic               | Steve Davis         | 11–13  | [ 1 ] |
| Campeão      | 1989 | European Open             | Terry Griffiths     | 9–8    | [ 1 ] |
| Vice-campeão | 1989 | Campeonato Mundial        | Steve Davis         | 3–18   | [ 1 ] |
| Campeão      | 1990 | European Open (2)         | Stephen Hendry      | 10–6   | [ 1 ] |
| Campeão      | 1991 | Campeonato Mundial        | Jimmy White         | 18–11  | [ 1 ] |
| Campeão      | 1991 | Dubai Classic             | Tony Knowles        | 9–3    | [ 1 ] |
| Campeão      | 1991 | Campeonato do Reino Unido | Jimmy White         | 16–13  | [ 1 ] |
| Vice-campeão | 1992 | Strachan Open             | James Wattana       | 5–9    | [ 1 ] |
| Campeão      | 1992 | Dubai Classic (2)         | Stephen Hendry      | 9–8    | [ 1 ] |
| Vice-campeão | 1992 | Campeonato do Reino Unido | Jimmy White         | 9–16   | [ 1 ] |
| Campeão      | 1994 | International Open        | James Wattana       | 9–5    | [ 1 ] |
| Vice-campeão | 1994 | European Open             | Stephen Hendry      | 3–9    | [ 1 ] |
| Campeão      | 1995 | Thailand Classic (3)      | Nigel Bond          | 9–6    | [ 1 ] |
| Vice-campeão | 1996 | Welsh Open                | Mark Williams       | 3–9    | [ 1 ] |
| Campeão      | 1996 | European Open (3)         | Peter Ebdon         | 9–7    | [ 1 ] |
| Vice-campeão | 1997 | European Open (2)         | John Higgins        | 5–9    | [ 1 ] |
| Vice-campeão | 1997 | German Open               | John Higgins        | 4–9    | [ 1 ] |
| Vice-campeão | 1998 | Thailand Masters          | Stephen Hendry      | 6–9    | [ 1 ] |

### Finais que não contam para o ranking: 22 (7 títulos, 15 vices)
| Legenda              |
| The Masters (0–3)    |
| Premier League (0–2) |
| Outros (7–10)        |

| Resultado    | Ano  | Competição                        | Adversário na final | Placar | Ref.  |
| Campeão      | 1988 | Kent Cup                          | Martin Clark        | 5–1    | [ 1 ] |
| Campeão      | 1988 | Pontins Professional              | Mike Hallett        | 9–1    | [ 1 ] |
| Vice-campeão | 1988 | World Matchplay                   | Steve Davis         | 5–9    | [ 1 ] |
| Vice-campeão | 1989 | Matchroom League                  | Steve Davis         | Pontos | [ 1 ] |
| Vice-campeão | 1989 | The Masters                       | Stephen Hendry      | 6–9    | [ 1 ] |
| Vice-campeão | 1989 | English Professional Championship | Mike Hallett        | 7–9    | [ 1 ] |
| Vice-campeão | 1989 | London Masters                    | Stephen Hendry      | 2–4    | [ 1 ] |
| Vice-campeão | 1989 | World Matchplay (2)               | Jimmy White         | 9–18   | [ 1 ] |
| Vice-campeão | 1990 | The Masters (2)                   | Stephen Hendry      | 4–9    | [ 1 ] |
| Vice-campeão | 1990 | London Masters (2)                | Stephen Hendry      | 2–4    | [ 1 ] |
| Campeão      | 1990 | Norwich Union Grand Prix          | Steve Davis         | 4–2    | [ 1 ] |
| Campeão      | 1990 | Belgian Masters                   | Jimmy White         | 9–6    | [ 1 ] |
| Vice-campeão | 1991 | Irish Masters                     | Steve Davis         | 5–9    | [ 1 ] |
| Vice-campeão | 1991 | Indian Challenge                  | Stephen Hendry      | 5–9    | [ 1 ] |
| Vice-campeão | 1992 | The Masters (3)                   | Stephen Hendry      | 4–9    | [ 1 ] |
| Campeão      | 1992 | Kent Classic                      | Stephen Hendry      | 6–5    | [ 1 ] |
| Vice-campeão | 1992 | Belgian Masters                   | James Wattana       | 5–10   | [ 1 ] |
| Vice-campeão | 1994 | European League (2)               | Stephen Hendry      | 7–10   | [ 1 ] |
| Campeão      | 1994 | Malta Grand Prix                  | Tony Drago          | 7–6    | [ 1 ] |
| Vice-campeão | 1995 | Red & White Challenge             | Nigel Bond          | 6–8    | [ 1 ] |
| Campeão      | 1998 | German Masters                    | Mark Williams       | 6–4    | [ 1 ] |
| Vice-campeão | 2017 | Campeonato Mundial Sênior         | Peter Lines         | 0–4    | [ 1 ] |

### Finais por equipe: 1 (1 título)
| Resultado | Ano  | Competição  | Equipe     | Adversário(s) na final | Placar | Ref.  |
| Campeão   | 2000 | Nations Cup | Inglaterra | País de Gales          | 6–4    | [ 5 ] |

### Finais Pro–am: 3 (2 títulos, 1 vice)
| Resultado    | Ano  | Competição              | Adversário na final | Placar | Ref.  |
| Campeão      | 1982 | Pontins Spring Open     | Ray Reardon         | 7–4    | [ 6 ] |
| Vice-campeão | 1985 | Pontins Spring Open     | Jim Chambers        | 6–7    | [ 6 ] |
| Campeão      | 1986 | Pontins Spring Open (2) | Tony Putnam         | 7–6    | [ 6 ] |

### Finais amadoras: 3 (2 títulos, 1 vice)
| Resultado    | Ano  | Competição                   | Adversário na final | Placar | Ref. |
| Campeão      | 1982 | Junior Pot Black             | John Keers          | 169–70 |      |
| Vice-campeão | 1983 | English Amateur Championship | Tony Jones          | 9–13   |      |
| Campeão      | 1983 | Junior Pot Black (2)         | Steve Ventham       | 1–1    |      |

1. ↑  Final decidida na pontuação agregada de dois frames.
2. ↑  Jogo decidida na bola rosa do frame.